# Alburnus thessalicus
Espèce
Synonymes
- Alburnus alburnus thessalicus Stephanidis, 1950[2]

Statut de conservation UICN

 LC  : Préoccupation mineure
Alburnus thessalicus est un poisson d'eau douce de la famille des Cyprinidae.

## Répartition
Alburnus thessalicus se rencontre en Grèce, en Macédoine et en Bulgarie.

## Description
La taille maximale connue pour Alburnus thessalicus est de 155 mm.

## Publication originale
- Stephanidis, 1950 : Contribution à l'étude des poissons d'eau douce de la Grèce. Praktlika tes Akademia Athenon, vol. 18, p. 200-210[4].